# Cabeza Prieta Mountains
Die Cabeza Prieta Mountains (spanisch Sierra de la Cabeza Prieta) sind eine Gebirgskette im Südwesten des US-Bundesstaates Arizona. Sie liegen in der Sonora-Wüste im Yuma County direkt an der Grenze zu Mexiko und haben eine Nordwest-Südwest Ausdehnung von etwa 39 Kilometer. Die Gebirgskette nimmt dabei den ganzen westlichen Teil der Cabeza Prieta National Wildlife Refuge ein.
Der höchste Punkt der Cabeza Prieta Mountains ist unbenannt und 863 m hoch. Weitere Gipfel sind der Cabeza Prieta Peak (780 m), Buck Peak (801 m), Sierra Arida (529 m) sowie der Zeugenberg Tordillo Mountain (661 m), welcher im Südwesten der Gebirgskette liegt.